# Quararibea inaequalis
Quararibea inaequalis är en malvaväxtart som först beskrevs av Armando Dugand, och fick sitt nu gällande namn av Garc.-barr. och J. Hernandez. Quararibea inaequalis ingår i släktet Quararibea och familjen malvaväxter. Inga underarter finns listade i Catalogue of Life.